# Postoliska
Postoliska – wieś w Polsce położona w województwie mazowieckim, w powiecie wołomińskim, w gminie Tłuszcz. Ma status sołectwa.
Prywatna wieś szlachecka położona była w drugiej połowie XVI wieku w powiecie kamienieckim ziemi nurskiej województwa mazowieckiego. W latach 1975–1998 miejscowość administracyjnie należała do województwa ostrołęckiego.
Wieś jest siedzibą rzymskokatolickiej parafii św. Stanisława w Postoliskach.

## Części wsi
| SIMC    | Nazwa         | Rodzaj    |
| ------- | ------------- | --------- |
| 0521839 | Fiukały       | część wsi |
| 0521845 | Kazimierzówka | część wsi |
| 0521851 | Kurówka       | część wsi |

## Historia
Postoliska to jedna z najstarszych wsi i parafii w dzisiejszym powiecie wołomińskim. W XVI wieku właścicielem wioski był Andrzej Postolski. Miejscowość rozwijała się wtedy o wiele lepiej niż ówczesny Tłuszcz, a nawet Wołomin i pełniła funkcję osady targowej. W tym czasie, najprawdopodobniej ok. 1531 r., powstała parafia, która jednak szybko upadła z nieznanych przyczyn. Ponowna erekcja i budowa kolejnego kościoła drewnianego miała miejsce w 1540 r. Kościół fundował Stanisław Dąbrowski – kanonik wileński i pułtuski oraz jego brat Andrzej. Kościół zniszczony w czasie potopu szwedzkiego 1655-1660. Odbudowany przed 1699 i poświęcony przez biskupa Załuskiego przetrwał aż do 1920 kiedy został rozebrany i w latach 1913–1919 pobudowano obecny kościół murowany, neogotycki, wg projektu architekta Hugona Kudera.
1 stycznia 2009 część wsi Postoliska z miejscowością Zakrzewie (w sumie 10,14 ha należące do obrębu ewidencyjnego Postoliska) włączono do Tłuszczu.

## Kościół
Neogotycka świątynia w Postoliskach, pod wezwaniem św. Stanisława Biskupa i Męczennika, jest bazyliką, czyli typem kościoła o podziale trójnawowym. Wieża, czworoboczna w podstawie, wyżej przechodzi w ośmiobok. Wewnątrz kościoła uwagę przykuwają pochodzące z XVIII wieku ołtarze boczne. Jeden z nich zawiera obraz „Serce Jezusa” autorstwa A. Kowalskiego z 1921 r. i obraz „ Trójcy Świętej” nieznanego autora z XVIII wieku. Duże wrażenie na wiernych odwiedzających świątynię robi niewątpliwie dzieło „Anioł na cmentarzu”. Autorstwo obrazu często jest błędnie przypisywane Miłoszowi Kotarbińskiemu, w rzeczywistości autorem był jego kuzyn Wilhelm Kotarbiński. W kościele znajdują się zabytkowe krucyfiksy, monstrancje i konfesjonał z XVII wieku.
W parafii przechowuje się również księgi metrykalne sięgające do 1651 roku. Akta były prowadzone w języku łacińskim, a od czasu Powstania Styczniowego w języku rosyjskim.
W latach osiemdziesiątych XX w. została dokończona budowa 64-metrowej wieży, przerwana po wybuchu pierwszej wojny światowej.
Kościół został wpisany do rejestru zabytków pod nr rej.: A-1049 z 20.12.2011.
Historyczne znaczenie ma także parafialny cmentarz. Znajdują się tam m.in. klasycystyczny nagrobek Mateusza Murawskiego z 1855 r., groby dziedziców Koskowskich i Wincentyny Karskiej – ostatniej właścicielki dóbr  Chrzęsne.